# رجال ابن داود
رجال ابن داود كتاب في علم الرجال من تأليف ابن داود الحلي (647 -707 هـ) .

## المؤلف
هو تقي الدين الحسن بن علي بن داود الحلي (647 -707 هـ) رجالي وفقيه و أديب إمامي، كان معاصرا لابن المطهر الحلي.
تتلمذ على جمال الدين أحمد بن طاووس ( المتوفّى سنة 673 هـ ) قرأ عليه أكثر كتاب « البشرى » و « الملاذ » حتى قال : « وأكثر فوائد هذا الكتاب من اشاراته وتحقيقاته، رباني وعلمني وأحسن إلي »
وتتلمذ على يد نجم الدين جعفر بن الحسن بن يحيى المعروف بالمحقق، وقال في حقه: «قرأت عليه ورباني صغيرا، وكان له علي إحسان عظيم والتفات، وأجاز لي جميع ما صنفه وقرأه ورواه»
له عديد من المؤلفات، منها :
- أرجوزة في الكلام[5]
- عقد الجواهر في الأشباه والنظائر[6]
- المنهج القويم في تسليم التقديم[7]

- التحفة السعدية.[8]
- تحصيل المنافع في الفقه.[5]
- الجوهرة في نظم التبصرة.[9]
- المقتصر من المختصر.[10]

## مميزات الكتاب
- رتب الأسماء على الحروف، الأول فالاول، من الأسماء وأسماء الاباء والاجداد.
- جمع ما وصل اليه من كتب الرجال مع حسن الترتيب وزيادة التهذيب، فنقل ما في فهرس الطوسي والنجاشي ، ورجال الكشي ، وابن الغضائري والبرقي والعقيقي وابن عقدة والفضل بن شاذان وابن عبدون.
- جعل لكل كتاب علامة ولم يذكر المتأخرين عن الطوسي إلا أسماء يسيرة.
- جعل كتابه في جزأين، الأول يختص بذكر الموثقين والمهملين، والثاني بالمجروحين والمجهولين.
- ذكر في آخر القسم الأول، تحت عنوان خاص، جماعة وصفهم النجاشي بقوله « ثقة ثقة » مرتين[4]

## أقوال العلماء فيه
- الشهيد الثاني: ««سلك فيه مسلكا لم يسبقه أحد من الأصحاب ومن وقف عليه علم جلية الحال فيما أشرنا إليه»»[11]
- مصطفى التفرشي:««ولما نظرت في كتب الرجال رأيت بعضها لم يرتب ترتيبا يسهل منه فهم المراد ومع هذا لا يخلو من تكرار وسهو، وبعضها وان كان حسن الترتيب الا ان فيه أغلاطا كثيرة»»[12]
- محمد مهدي بحر العلوم : قال معترضا على مصطفى التفرشي :««قال: وقد طعن على كتابه بعض المتأخرين - يقصد التفريشي - ولعمري:»[13]

| رجال ابن داود | ما أنصف الصهباء من * ضحكت إلى وقد عبس» | رجال ابن داود |

- حسين بن عبد الصمد الحارثي:«وكتاب ابن داود رحمه الله في الرجال مغن لنا عن جميع ما صنف في هذا الفن، وإنما اعتمادنا الآن في ذلك عليه»[14]
- عبد الله الستري:«ولا يعتمد على ما ذكره ابن داود في باب محمد بن أورمة، لان كتاب ابن داود لم أجده صالحا للاعتماد، لما ظفرنا عليه من الخلل الكثير في النقل عن المتقدمين وفى نقد الرجال والتمييز بينهم»[15]
- وبسبب أن بعض العلماء طعن في الكتاب لبعض أغلاطه قام محمد صادق بحر العلوم بتحقيق الكتاب والتعليق عليه، وإصلاح تلك الهفوات والأغلاط.[16]

## وصلات خارجية
قراءة الكتاب